# Coelogyne vanoverberghii
Coelogyne vanoverberghii är en orkidéart som beskrevs av Oakes Ames.
Coelogyne vanoverberghii ingår i släktet Coelogyne och familjen orkidéer. Artens utbredningsområde är Filippinerna. Inga underarter finns listade i Catalogue of Life.